# Fuzzy Vandivier
Robert Polk Vandivier, detto Fuzzy (Indianapolis, 26 dicembre 1903 – Franklin, 30 luglio 1983), è stato un cestista statunitense.

## La carriera alla high school
Fu un noto giocatore di pallacanestro liceale e collegiale durante gli anni venti. Alla Franklin High School condusse la squadra, soprannominata "Franklin Wonder Five", alla vittoria di tre campionati di stato (1920, 1921, 1922). Questa squadra detenne il record di 89 vittorie e di sole 9 sconfitte, infatti è considerata la più grande squadra a livello di high school dell'Indiana di tutti i tempi.
Vandivier è stato nominato tre volte nell'All State (1920, 1921, 1922), diventando il primo giocatore a realizzare questo primato (solo John Wooden, Oscar Robertson e George McGinnis lo ripeteranno). John Wooden, allenatore incluso nella Basketball Hall of Fame, considera Vandivier il più grande giocatore di pallacanestro liceale di tutti i tempi.

## Il college
Seguitando la sua prestigiosa carriera liceale, Vandivier frequentò il Franklin College (1922-1926). In ogni anno fu nominato nell'All State, e nel 1926 fu nella All-Midwest College All-Star. A causa di un infortunio alla schiena nel suo anno da senior, la carriera come giocatore di Vandivier ebbe un periodo di stop. Dopo essersi laureato alla Franklin,  ritornò come allenatore di pallacanestro al suo liceo. Vandivier allenò il Franklin High School dal 1926 al 1944, guidando la squadra alle finali di stato nel 1939.